# Pustekuchen
Der Ausruf Pustekuchen bedeutet so viel wie: von wegen. Man drückt damit je nach Zusammenhang aus, dass jemand etwas nicht bekommt, was er gerne hätte, oder mit seiner Meinung falschliegt.
Nach einer Theorie stammt der Begriff aus dem Jiddischen, wo die Redewendung Ja cochem, aber nicht lamdon verwendet wird. Je nachdem, ob es freundlich oder weniger freundlich gemeint ist, ist es mit Zwar gerissen, aber kein Gelehrter oder Schlau, aber nicht schlau genug übersetzbar.
Im frühen 19. Jahrhundert war es in Berlin üblich, die abgewandelte, eingedeutschte Form Ja Kuchen, nicht London zu verwenden, womit man Das ist ja Quatsch oder Ich bin anderer Meinung  meinte. Aus cochem war Kuchen und aus lamdon war London geworden; später benutzte man nur noch die Kurzversion Kuchen. Diese wurde im Laufe der Zeit mit Puste kombiniert, um Ablehnung auszudrücken, wodurch der heute gebräuchliche Pustekuchen entstand, der sich als ein Kuchen aus „Puste“ (heißer Luft) verstehen ließ und so den ursprünglichen Sinn weitertrug.
Bleibt man bei einer jiddischen Wortherkunft, ließe sich das Wort Puste auch mit einer Verballhornung des jiddischen poschut („gering“, von hebräisch pochet „weniger“) herleiten.
Nach einer unbelegten, aber gelegentlich kolportierten Theorie benutzte Goethe den Ausdruck, um seinen Widersacher Johann Friedrich Wilhelm Pustkuchen lächerlich zu machen. Des besseren Klanges wegen fügte er ein Fugen-e ein (Pustekuchen).